# الأميرة زيلدا
الأميرة زيلدا (باليابانية: ゼルダ姫، بالروماجي: Zeruda-hime) هي شخصية خيالية في سلسلة ذا ليجند أوف زيلدا. وهي من العائلة الحاكمة في منطقة هايرول وشخصية مهمة في السلسلة. واللاعب يلعب بشخصية أساسية يدعى لينك.وزيلدا دائما ماتخطف بواسطة جانون والمعروف أيضا باسم جانوندورف. وأيضا تظهر على هيئة بطل مساعد مثل لعبة أوكرينا أوف تايم وأيضا ذا مينس كاب. وعندها بعض القدرات السحرية، مثل:انفجار الطاقة، المقاتلة في المعركة. ومؤلف الشخصية هو شيجيرو مياموتو.واقتبس اسمها من زيلدا فيتزجيرالد زوجة الروائي الأمريكي فرنسيس سكوت فيتزغيرالد.